# Megachile barvonensis
Megachile barvonensis är en biart som beskrevs av Cockerell 1914. Megachile barvonensis ingår i släktet tapetserarbin, och familjen buksamlarbin. Inga underarter finns listade i Catalogue of Life.